# مارك إبرامسن
مارك إبرامسن (بالإنجليزية: Mark Abramson)‏ هو منتج أسطوانات وملحن وفنان أمريكي، ولد في 16 مارس 1934 في بروكلين في الولايات المتحدة، وتوفي في مايو 2007 في كينغستون في الولايات المتحدة.

## وصلات خارجية
- مارك إبرامسن على موقع ميوزك برينز (الإنجليزية)
- مارك إبرامسن على موقع ديسكوغز (الإنجليزية)